# اشترومپ
اشترومپ (به آلمانی: Strümp) یک منطقهٔ مسکونی در آلمان است که در میربوش واقع شده‌است. اشترومپ ۶٫۲ کیلومتر مربع مساحت و ۵٬۸۳۶ نفر جمعیت دارد و ۳۵ متر بالاتر از سطح دریا واقع شده‌است.